# Le Point-du-Jour (Lyon)
Pour les articles homonymes, voir Le Point du jour.
Le Point-du-Jour est un quartier de la ville de Lyon situé à l'ouest de la colline de Fourvière, dans le 5e arrondissement, à proximité de la commune de Sainte-Foy-lès-Lyon.

## Histoire du quartier

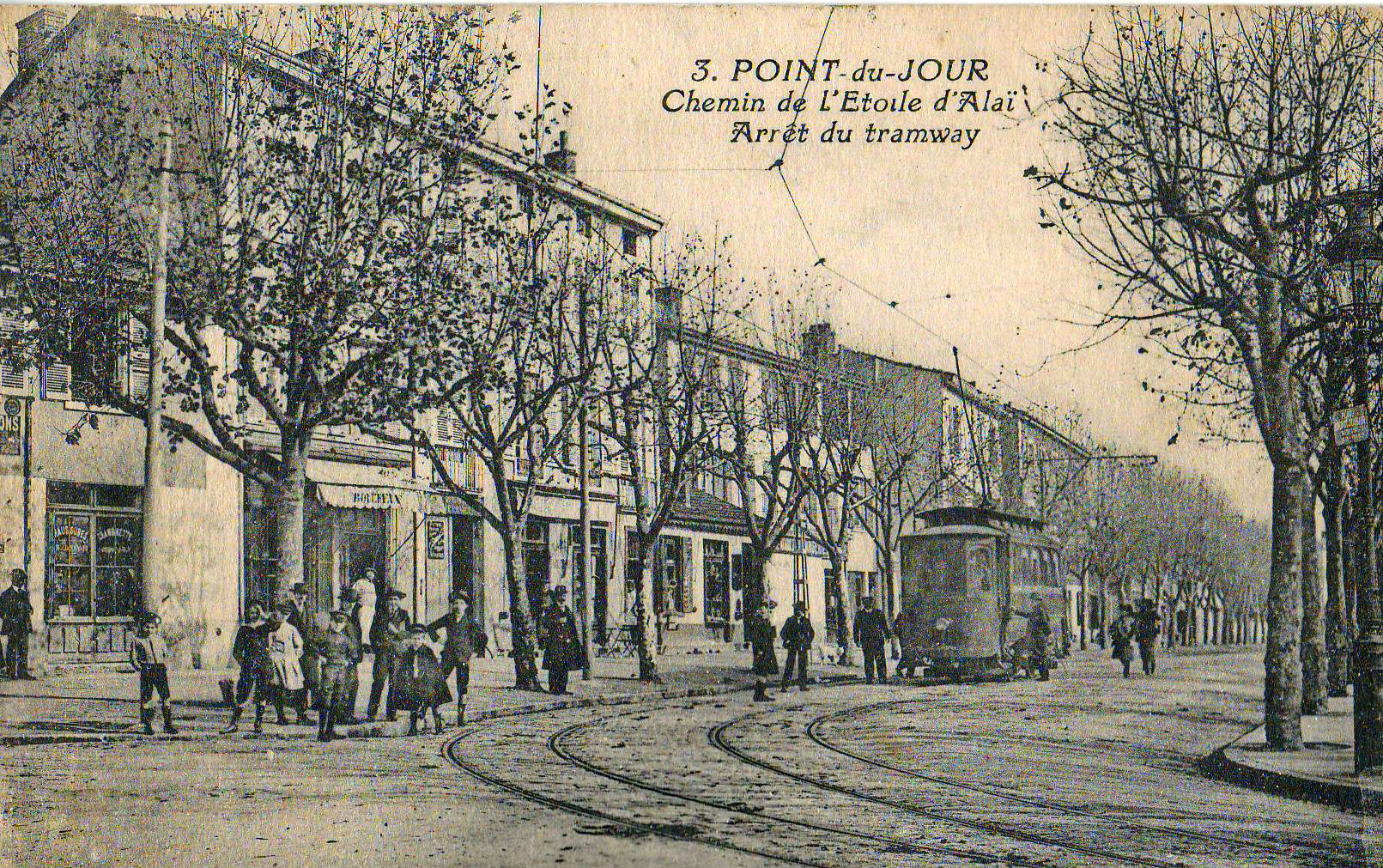
Un tramway de l'OTL au Point-du-Jour dans l'entre-deux-guerres.

Le Point-du-Jour tient son nom de la chasse. Il aurait été le lieu de ralliement (sur l'emplacement de l'actuelle place Benedict Tessier, proche d'un étang) au point du jour, c'est-à-dire à l'aurore, de chasseurs qui chevauchaient ensuite vers l'ouest. Plus simplement, il s'agit d'un quartier, côté ouest de la ville mais sur les hauteurs, où l'on voit donc poindre parmi les premiers le soleil, qui se lève à l'est, derrière la plaine et les massifs Alpins.
Jusqu'au milieu du XXe siècle, le quartier compte de nombreuses résidences secondaires de riches familles lyonnaises qui apprécient la fraîcheur de sa nature verdoyante. Il a également une vocation agricole.
À partir des années 1950, le quartier s'urbanise. Des immeubles résidentiels de standing se construisent dans les parcs des maisons de campagne d'antan. La nouvelle mairie du cinquième arrondissement de Lyon est déplacée au 14 Rue du Docteur Edmond Locard, l'ancienne mairie située 5 Place du Petit Collège dans le Vieux Lyon devient alors une annexe.
L'église catholique Notre-Dame-du-Point-du-Jour est aussi déplacée au 20 rue des Aqueducs. Le 19 octobre 2002, une place des Compagnons de la chanson a été inaugurée en leur présence à l'emplacement de l'ancienne église, à proximité de l'endroit où l'épopée de ce groupe avait commencé.

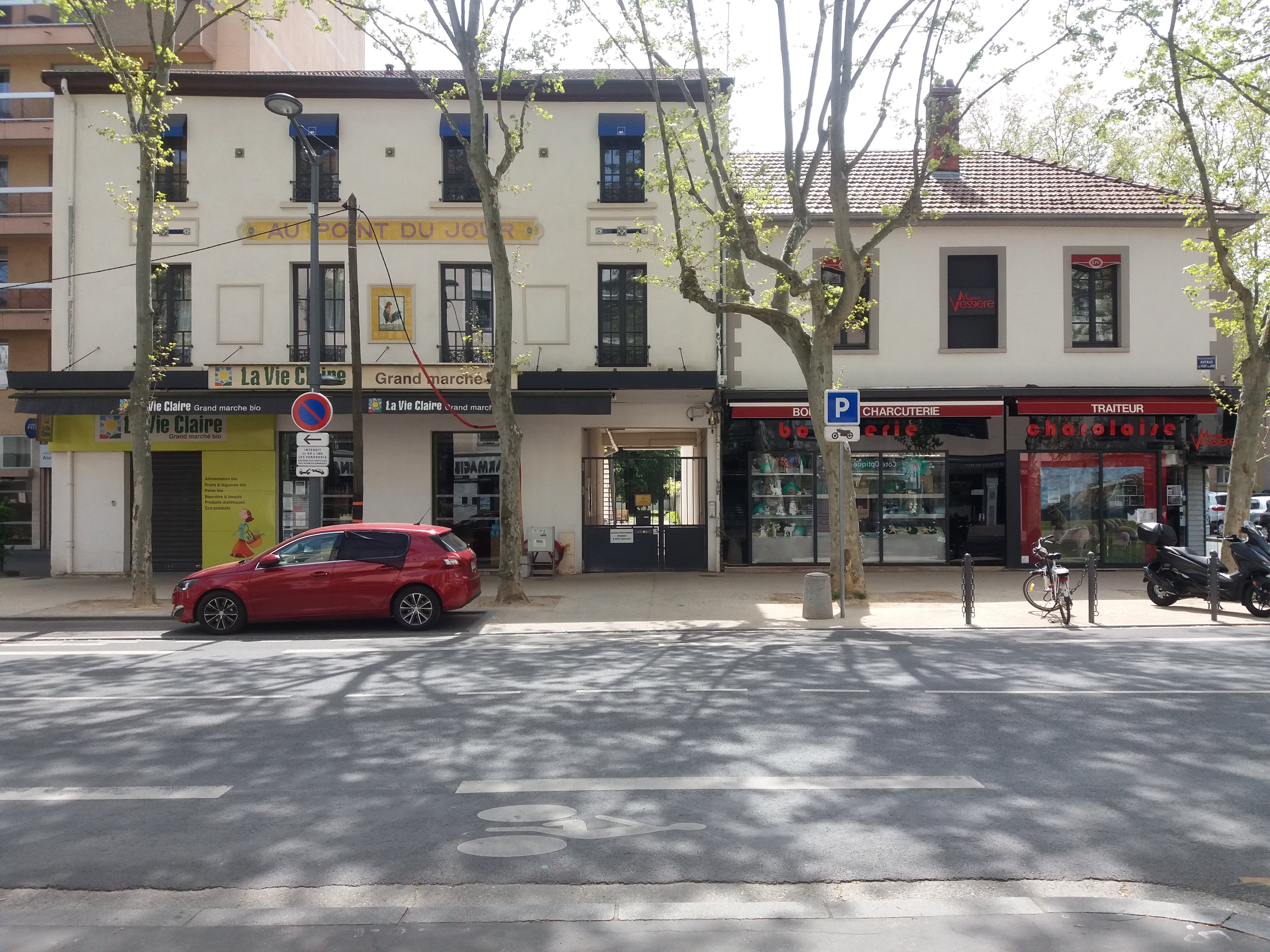
Avenue du Point du Jour.

Le Point-du-Jour compte également des commerces de proximité (épicerie-fromagerie, boulangeries-pâtisseries…), des restaurants, des commerces de luxe, des agences immobilières ou bancaires, un stade omnisports, une bibliothèque municipale, un théâtre, ainsi que des établissements scolaires privés : la Favorite-Sainte Thérèse, l'Institution N.D. des Minimes, l'École du Point-du-Jour.
L'avenue du Point du Jour, qui en est l'une des artères principales, traverse le quartier de part en part.
Le quartier reste enclavé, du fait de l'absence de métro ou de tramway. Néanmoins, des travaux d'une nouvelle ligne vont bientôt commencer, en direction de l'Etoile d'Alaï en limite de  Tassin et de Francheville.

## Personnalités liées au quartier
- Gérard Collomb habitait dans le quartier.

## Dans la culture populaire
- Benjamin Biolay fait une référence au Point-du-Jour dans la chanson Lyon Presqu'île (album La Superbe, 2009).